# Macedonia, Ohio
Macedonia är en stad (city) i Summit County i Ohio. Vid 2010 års folkräkning hade Macedonia 11 188 invånare.